# Dokumentacja techniczno-ruchowa
Dokumentacja techniczno-ruchowa (DTR) (Operations and Maintenance Manuals O&MM) zwana również paszportem maszyny, jest opracowana dla każdej maszyny lub urządzenia osobno i powinna zawierać:
- charakterystykę (parametry techniczne) i dane ewidencyjne
- rysunek zewnętrzny
- wykaz wyposażenia normalnego i specjalnego
- schematy kinematyczne, elektryczne oraz pneumatyczne
- schematy funkcjonowania
- instrukcję użytkowania
- instrukcję obsługi
- instrukcję konserwacji i smarowania
- instrukcję BHP
- normatywy remontowe
- wykaz części zamiennych
- wykaz części zapasowych
- wykaz faktycznie posiadanego wyposażenia
- wykaz załączonych rysunków

DTR powinna być zgodna z dyrektywą 2006/42/WE Parlamentu Europejskiego i Rady z dnia 17 maja 2006 r.